# Frederick Bourne
Frederick J. Bourne (ur. 3 stycznia 1937) – brytyjski profesor nauk weterynaryjnych. Specjalizuje się w zagadnieniach z zakresu immunologii oraz weterynarii zapobiegawczej. Członek zagraniczny Wydziału Nauk Biologicznych i Rolniczych Polskiej Akademii Nauk od 1994 roku. Wykładowca w Institute for Animal Health.